# ハロルド・ラム
ハロルド・アルバート・ラム（Harold Albert Lamb、1892年 - 1962年4月9日）は、アメリカ合衆国の歴史家、ノンフィクション作家、小説家。ニューヨーク生まれ。

## 人物
フランス語、ラテン語、ペルシャ語、アラビア語、中国語に堪能であった。
コロンビア大学でアジアの民族と歴史について学ぶ。
パルプ・マガジンへの寄稿から作家としてのキャリアを開始し、19年にわたり多くの冒険小説を発表した。
1927年にジンギスカンの伝記を執筆。その後、1962年に死去するまで、多くのノンフィクション、伝記、歴史書を執筆した。